# Canti (Giacomo Leopardi)
I Canti raccolgono la parte principale (e più conosciuta) della produzione in versi di Giacomo Leopardi.

## Fasi dell'elaborazione
La produzione poetica dell'autore e la stessa raccolta sono divisi in quattro fasi principali, sebbene l'ordine seguito dalla raccolta non sia sempre questo:
- la prima fase tratta di temi eroici, delle canzoni del suicidio, temi della natura e sul senso della vita. La voce poetica sembra giungere dall'antico e dalla natura, laddove anche morire diventa necessario per durare poeticamente, l'umanità è eroica e decaduta, e l'io è ricordo.
- la seconda fase comprende i piccoli idilli e i canti pisano-recanatesi o grandi idilli.
- la terza fase, nominata ciclo di Aspasia, è dedicata a Fanny Targioni Tozzetti, conosciuta a Firenze, di cui egli s'innamorò. Il nome Aspasia si riferisce ad Aspasia di Mileto, etera amata da Pericle, il grande politico e condottiero ateniese.
- l'ultima fase comprende le due canzoni "sepolcrali", la Palinodia, La ginestra e Il tramonto della Luna.

## Edizioni e critica

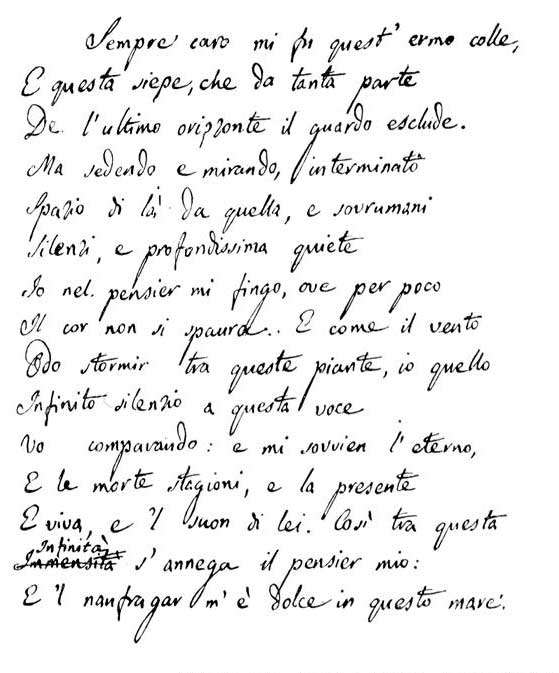
Il manoscritto originale de L'infinito

L'elenco e l'ordine delle poesie che comprendono la raccolta fanno riferimento all'edizione napoletana dell'editore Saverio Starita che Leopardi stesso curò nel 1835, benché non ne fosse ortograficamente e tipograficamente soddisfatto. A questa edizione si usano aggiungere le modifiche che il poeta appuntò di propria mano o per mano di Antonio Ranieri sulla copia in suo possesso, oltre a due poesie successive, Il tramonto della luna e La ginestra (composte a Torre del Greco nel 1836).
Presso l'editore fiorentino Le Monnier apparve quindi l'edizione del 1845, otto anni dopo la morte del poeta, a cura del Ranieri. Da questa partono le edizioni moderne e commentate, tra le quali spiccano l'edizione critica di Francesco Moroncini (1927), quella di Niccolò Gallo e Cesare Garboli (1949), quella di Emilio Peruzzi (1981) e quella di Giuseppe e Domenico De Robertis (1984).
Tra i commenti si usa fare riferimento almeno a quello di Mario Fubini (1930, poi ripreso in coppia con Enzo Bigi nel 1964), Francesco Flora (1937), Carlo Calcaterra (1947), Franco Brioschi (1974), Lucio Felici (1974), Giovanni Getto e Edoardo Sanguineti (1977), Mario Andrea Rigoni (1987), Enrico Ghidetti (1988) e Ugo Dotti (1993). Altri scritti importanti sulla poesia leopardiana sono rintracciabili nelle bibliografie di Luigi Russo, Gianfranco Contini, Piero Bigongiari, Walter Binni, Sergio Solmi, e, per le puerili, Maria Corti.

## Modelli
I modelli ai quali si collega il poeta sono Giuseppe Parini, Vittorio Alfieri, Ugo Foscolo e Vincenzo Monti, ma si sa che studiò a lungo anche il Petrarca, di cui curò un'edizione del Canzoniere, e Torquato Tasso.